# Juillet 1853

## Événements
- 3 juillet : devant le refus du sultan Abdül-Medjid Ier de reconnaître le protectorat du tsar sur les orthodoxes de l’Empire ottoman, les Russes occupent les principautés moldo-valaques. Les princes Ghica et Stirbei se retirent à Vienne où une conférence des puissances (Autriche, France, Royaume-Uni et Prusse) exige l’évacuation des principautés danubiennes par les Russes et institut une commission internationale pour régler leur statut. Une flotte franco-britannique se présente à l’entrée des Dardanelles.

- 8 juillet : une escadre américaine conduite par le commodore Matthew Perry entre dans le port d’Uraga avec une lettre du président des États-Unis demandant l’ouverture de l’archipel japonais. Perry fait savoir qu’il reviendra dans un an chercher la réponse.

- 18 juillet : achèvement de la liaison ferroviaire Paris-Angoulême-Bordeaux.

- 27 juillet : Iesada Tokugawa devient shogun du Japon (fin en 1858). Début de la période Bakumatsu, dernière période de l'ère Edo.

- 30 juillet, France : décret impérial portant autorisation de la Compagnie du chemin de fer Grand-Central de France.

## Naissances
- 18 juillet : William McGuigan, maire de Vancouver.
- 24 juillet : Jean-Louis Dubut de Laforest, écrivain français.